# Brando Quilici
Brando Quilici (Buenos Aires, 1958) è un regista televisivo e documentarista italiano.

## Biografia
Figlio di Folco Quilici, Brando Quilici è un cineasta e documentarista italiano indipendente che ha lavorato per molti speciali su reti americane, tra cui National Geographic Channel, Discovery Channel, PBS (NOVA) e su reti europee tra cui Channel 4, ZDF, France 5 e Rai. Ha vinto numerosi premi, tra cui quelli al Jackson Hole Film Festival e al Trento Film Festival.
Nel 2013, con il produttore premio Oscar Jake Eberts, ha prodotto Il mio amico Nanuk, un film di azione e avventura famigliare ambientato tra i ghiacci dell'Artico canadese. Diretto da Roger Spottiswoode e dallo stesso  Quilici, il film è interpretato da Dakota Goyo, Goran Višnjić e Bridget Moynahan e scritto dal premio Oscar Hugh Hudson.
Nel 2022 produce, dirige e scrive il film Il ragazzo e la tigre.

## Filmografia
- Il mio amico Nanuk (The Journey Home), co-diretto con Roger Spottiswoode (2014)
- Il ragazzo e la tigre (Ta'igara: An adventure in the Himalayas) (2022)